# Serrataspis maculata
Serrataspis maculata är en insektsart som beskrevs av Ferris 1955. Serrataspis maculata ingår i släktet Serrataspis och familjen pansarsköldlöss. Inga underarter finns listade i Catalogue of Life.